# آوسا (رود)
آوسا (به لاتین: Ausa) یک رود در سان مارینو است که در San Marino and Italy واقع شده‌است.